# يومي سوزوكي
يومي سوزوكي (باليابانية: 鈴木夕湖) هي لاعبة كرلنغ يابانية، ولدت في 2 ديسمبر 1991 في هوكايدو في اليابان.

## وصلات خارجية
- يومي سوزوكي على موقع الاتحاد الدولي للكرلنغ (الإنجليزية)
- يومي سوزوكي على موقع اللجنة الأولمبية الدولية (الإنجليزية)
- يومي سوزوكي على موقع أوليمبيديا (الإنجليزية)